# Operation Eagle Claw

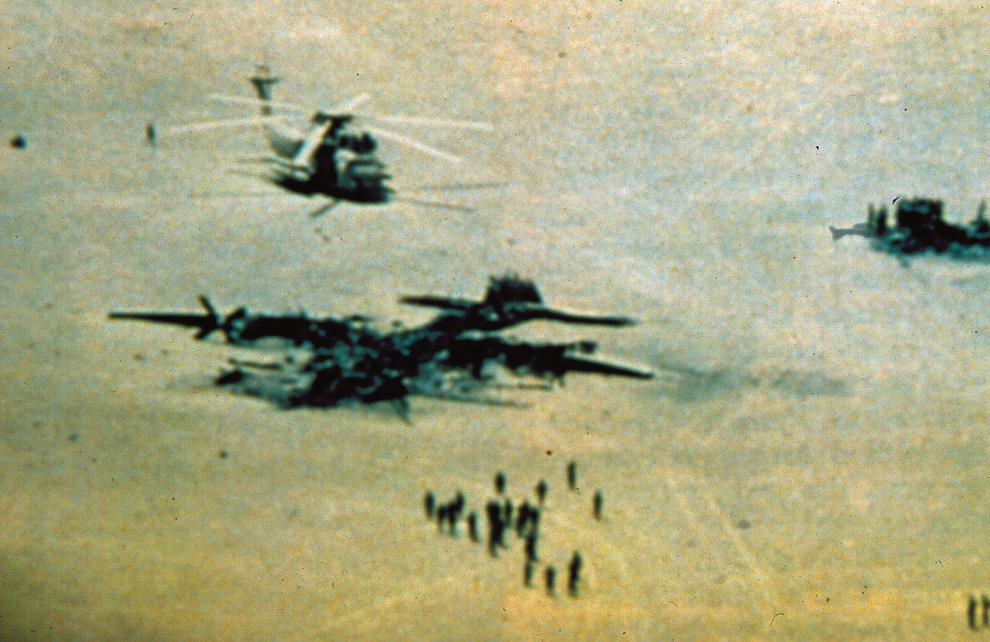
Die Wracks an der Desert-One-Basis in Iran

Die Operation Eagle Claw (deutsch „Unternehmen Adlerklaue“), auch Operation Evening Light („Unternehmen Abendlicht“) genannt, war eine Militäroperation der Vereinigten Staaten von Amerika (USA).
Die Operation erfolgte auf Anordnung von US-Präsident Jimmy Carter am 24. April 1980 mit dem Ziel, 53 im Zuge der Geiselnahme von Teheran in der US-Botschaft und im Außenministerium der Islamischen Republik Iran festgehaltene Geiseln zu befreien. Sie war ein Fehlschlag. Abgesehen von Vizekonsul Richard Queen, der am 11. Juli 1980 aus „humanitären Gründen“, wegen seines schlechten Gesundheitszustandes, freigelassen wurde, nachdem der Ajatollah Ruhollah Chomeini dies am Vortag angeordnet hatte, kamen die übrigen 52 Geiseln erst 444 Tage nach ihrer Entführung nach Verhandlungen zwischen den Vereinigten Staaten und Iran mit dem Abkommen von Algier vom 19. Januar 1981 (englisch Algiers Accords of January 19, 1981) wieder frei.

## Vorgeschichte
Am 4. November 1979 um 11:30 Uhr besetzten etwa 400 iranische Studenten der Gruppierung Daneshjuyane Khate Emam die US-amerikanische Botschaft in Teheran. Die 90 Bewohner der Botschaft wurden festgesetzt, und die 66 Amerikaner wurden zu Gefangenen erklärt, um die Auslieferung des früheren Schahs Mohammad Reza Pahlavi zu erzwingen, der in New York City in einer Klinik behandelt wurde. Die USA lehnten die Auslieferung ab.
Sechs US-Amerikaner konnten entkommen und flohen in die kanadische Botschaft; sie konnten mit gefälschten Pässen ausreisen. 13 Geiseln – Frauen und Afroamerikaner – wurden am 19. November freigelassen. Danach blieben noch 53 Personen weiterhin gefangen. Wirtschaftssanktionen, diplomatische Repressalien und Resolutionen des UN-Sicherheitsrats blieben fruchtlos.
Im März 1980 waren die militärischen Planungen und Übungen für eine begrenzte Intervention so weit gediehen, dass die Militärführung dem damaligen US-Präsidenten Jimmy Carter am 22. März in Camp David militärische Optionen präsentieren konnte. Carters Sicherheitsberater Zbigniew Brzeziński hatte mit dem Militär die Erarbeitung eines Plans zur gewaltsamen Befreiung der Geiseln koordiniert. Am 11. April entschied Carter, die geheime Militäroperation zu starten, der Codename dafür war Eagle Claw. Mit dem 24. April wurde der frühestmögliche Termin festgelegt. Am 16. April bestätigte die Militärführung, dass Eagle Claw anlaufen könne. Carter verbot jedoch einige geplante Elemente der Operation, wie z. B. begleitende Luftangriffe, um iranische Verluste zu minimieren und eine iranische Kriegserklärung zu vermeiden. Außerdem wollte Carter während des Verlaufs der Operation ständig über alles auf dem Laufenden gehalten werden.

## Planung

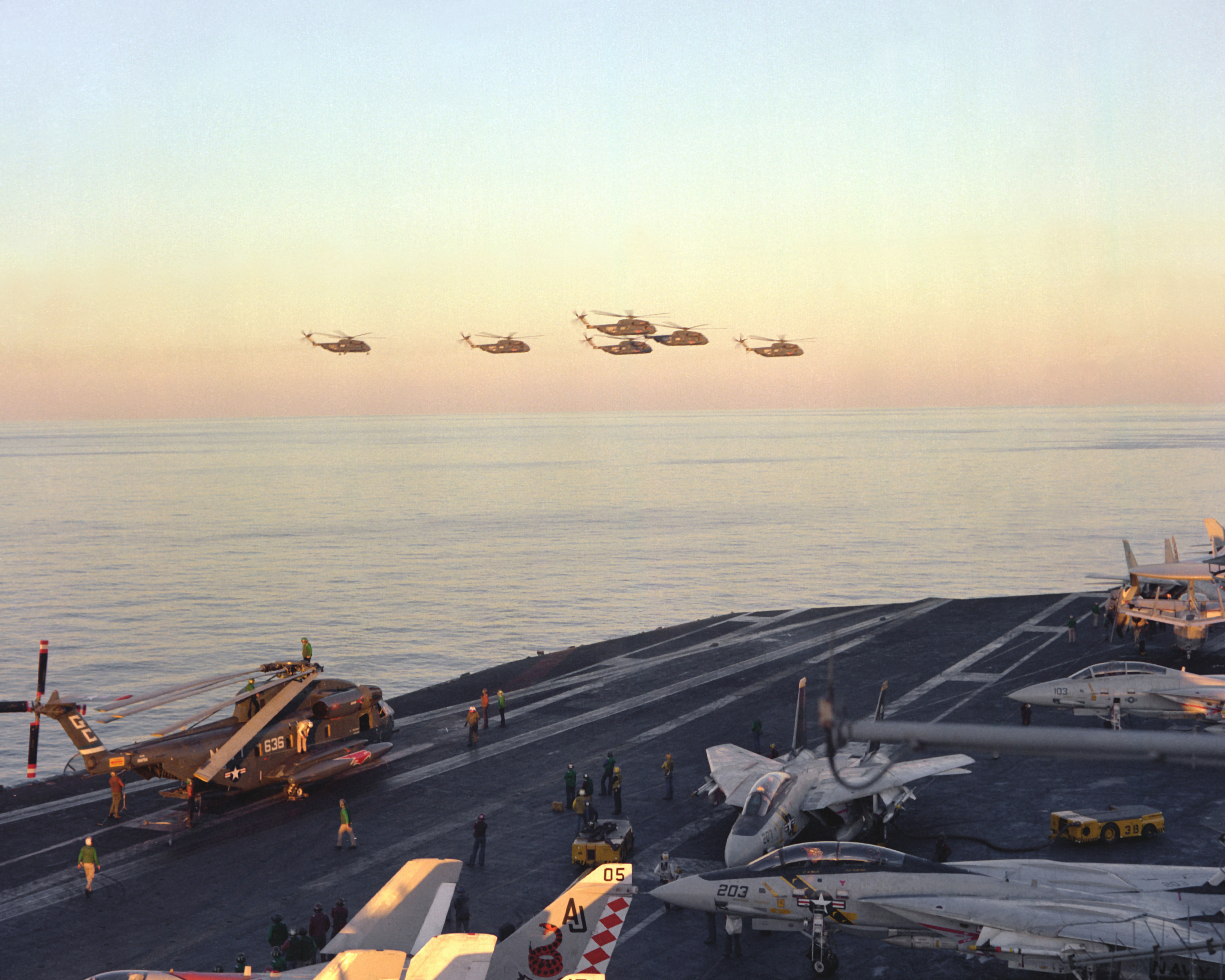
Die Sea Stallions der Staffel HM-16 auf der USS Nimitz

### Operative Ziele
Die strategischen und operativen Ziele der Operation Eagle Claw wurden wie folgt definiert:
- Strategisches Ziel: Rettung aller amerikanischen Geiseln in Iran
- Operative Ziele:

1. Desert One Auftank- und Transferbasis sichern
2. Desert Two Transferbasis sichern
3. Figbar und Wadi-Verstecke sichern
4. Erstürmung der US-Botschaft und fünfzig Geiseln sichern
5. Erstürmung des Außenministeriums und drei Geiseln sichern
6. Manzariyeh-Flugplatz sichern
7. Abzug aller Kräfte aus Teheran und Manzarieh

### Plan

Übersichtskarte zur Planung der Operation Eagle Claw. Die Beschriftung der Karte enthält einen Fehler. Als Startort der sechs C-130 ist Qena in Ägypten angegeben, die Maschinen sind aber von Masira gestartet.

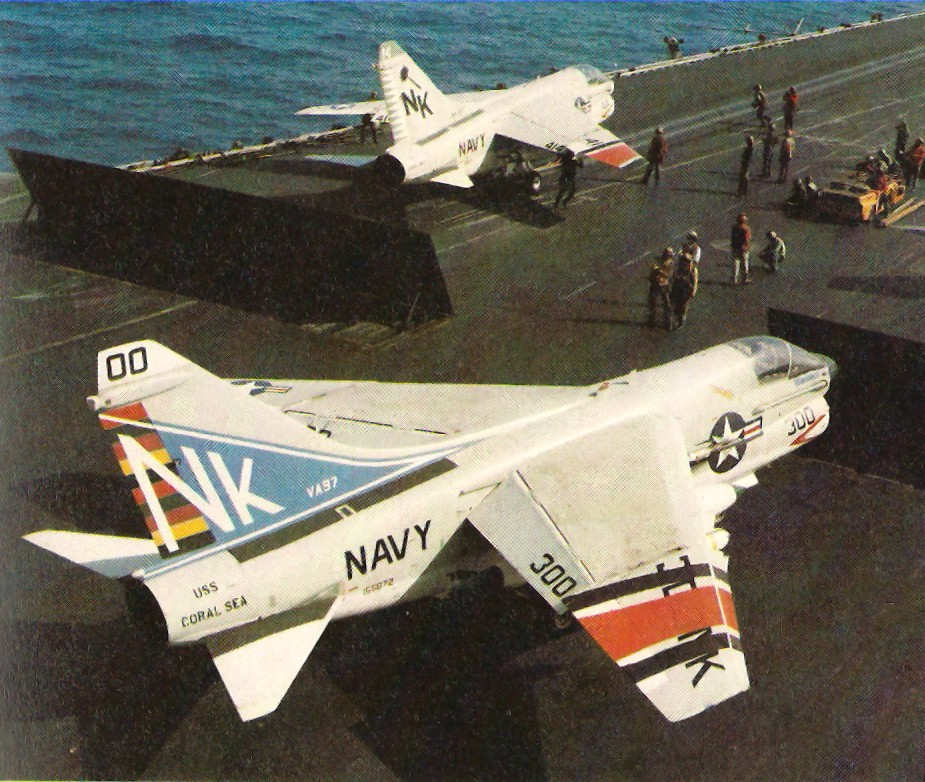
An der Operation teilnehmende Corsairs der Coral Sea mit speziellen Erkennungsstreifen an den Tragflächen

Die Operation war als komplexe Aktion in zwei Nächten geplant. Acht RH-53D Sea Stallion-Hubschrauber vom Flugzeugträger Nimitz und drei Lockheed C-130 Hercules-Transportflugzeuge mit Delta-Force-Einheiten sollten in der ersten Nacht zum Treffpunkt Desert One fliegen. Nachdem die Truppen in Stellung gebracht wurden, sollten drei weitere Hercules-Flugzeuge eintreffen, um die Hubschrauber aufzutanken. Nach dem Auftanken der Hubschrauber sollten diese die Bodentruppen aufnehmen und zum Punkt Desert Two bei Teheran fliegen. Dort sollten sie von zwei Agenten, die bereits im Land waren, empfangen und zu ihrem Versteck, einem Wadi, gebracht werden, wo sie bis zur nächsten Nacht warten sollten. Die Hubschrauber sollten unweit davon, abgeschirmt durch einen Hügel, auf ihren Einsatz in der folgenden Nacht warten.
In der zweiten Nacht sollten die sechs C-130 Hercules-Maschinen mit US Army Rangers zum Manzariyeh-Flughafen 50 km südlich von Teheran fliegen und diesen einnehmen. Im Schutz der Dunkelheit sollten die Geiseln dann von den Delta-Force-Einheiten befreit und zu dem nahegelegenen Amdjadijeh-Stadion (heute Shahid-Shiroudi-Stadion) gebracht werden. Dort sollten sie von den Hubschraubern abgeholt und zum Flughafen gebracht werden. Mit Transportflugzeugen vom Typ Lockheed C-141 Starlifter sollte anschließend der Abtransport der Geiseln unter dem Schutz von Kampfflugzeugen stattfinden. Die acht Hubschrauber sollten vor dem Abtransport der Truppen zerstört werden.
Die Vorbereitungen innerhalb Irans umfassten nach Angaben der iranischen Zeitschrift Modjahed 6/1980 die Beurlaubung des Luftwaffenpersonals von Maschhad ebenso wie die Abschaltung der Radarstation von Babolsar wenige Tage zuvor. In der Nacht der geplanten Befreiungsaktion war das Flutlicht des Amdjadijeh-Stadions die ganze Nacht über eingeschaltet.
Die US-Seite hatte zuvor detaillierte Gespräche mit einem südafrikanischen Diplomaten geführt, der wegen guter Ortskenntnisse (fünf Jahre Teheran) um Beratung ersucht worden war. Dieser hatte den Eindruck gewonnen, dass Befreiung und Rücktransport der Geiseln ausschließlich mit Kfz erfolgen sollte, da eine Landung der Hubschrauber in Botschaftsnähe nicht und im nahegelegenen Sportstadion bestenfalls in mehreren zeitlich gestreckten Phasen denkbar war.

## Verlauf

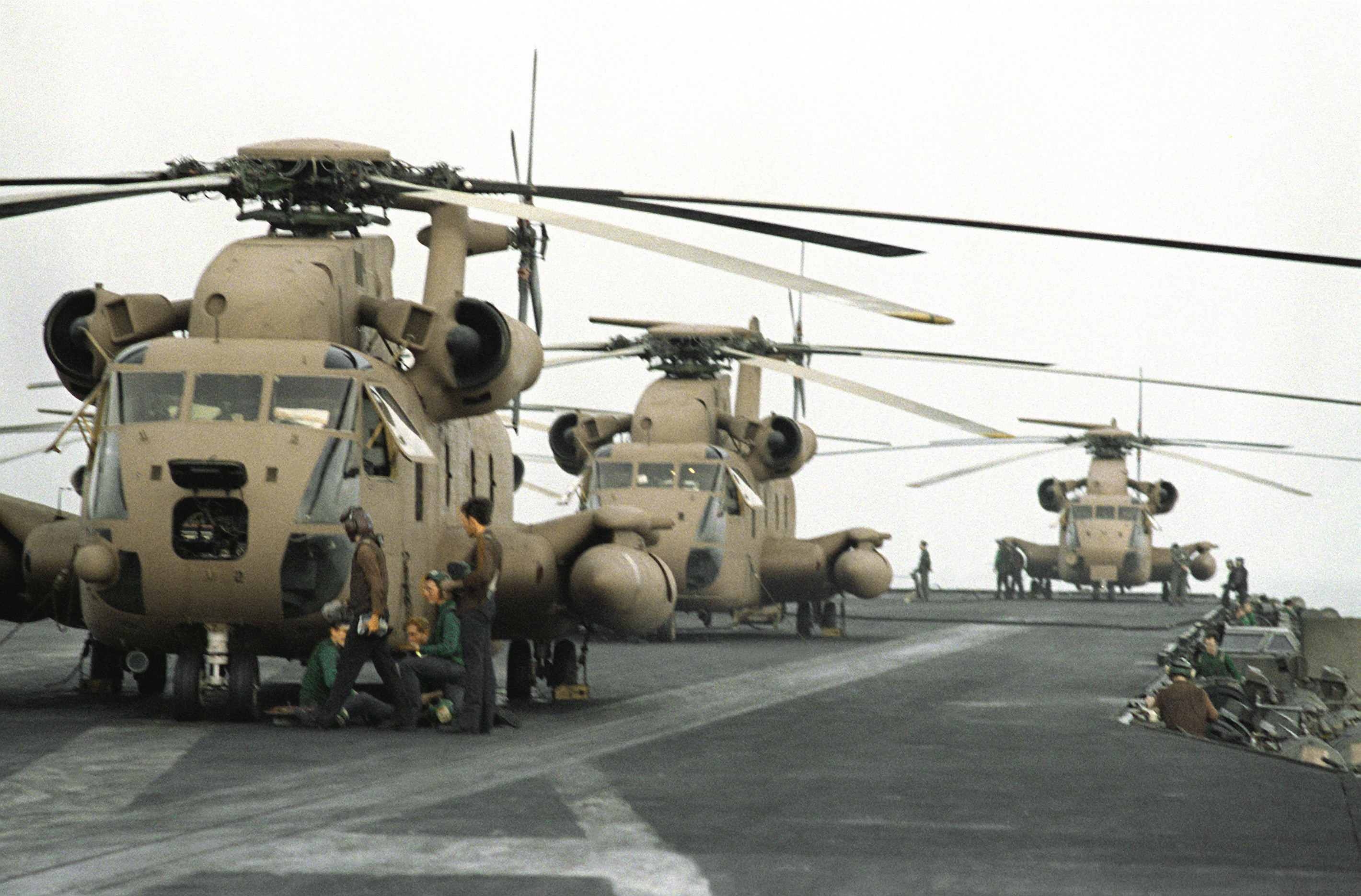
Drei Sea Stallion-Hubschrauber kurz vor dem Einsatz in Iran auf der USS Nimitz

Die Mission verlief von Beginn an problematisch. Aufgrund eines Triebwerkschadens fiel einer der Hubschrauber schon beim Erreichen der Küste aus und musste zum Flugzeugträger Nimitz zurückkehren. Die verbliebenen Sea Stallions erreichten Desert One verspätet, weil sie durch einen Habub, einen schwachen Sandsturm, verlangsamt wurden. Um das iranische Radar zu unterfliegen, hatten die Piloten Anweisung, nicht über 200 Fuß Höhe zu fliegen, wodurch der Sandsturm der Helikopterflotte arg zusetzte. Bevor die restlichen Hubschrauber eintrafen, landete die erste C-130-Hercules-Transportmaschine mit Bodentruppen. Die Bodentruppen nahmen Stellungen ein und stoppten einen iranischen Bus mit 45 Insassen und hielten diese fest. Danach näherte sich ein Tankwagen, weigerte sich zu stoppen, wurde dann, trotz eines Befehles nicht zu schießen, mit einer Panzerfaust beschossen und explodierte. Der Beifahrer des Lastwagens wurde getötet, der Fahrer konnte jedoch in einem Pickup entkommen. Da man davon ausging, dass der Tanklastzug heimlichen Schmuggel betrieb, wurde der Fahrer nicht als Sicherheitsrisiko für die Mission angesehen. Das aus der Explosion des Tankwagens resultierende Feuer erhellte die nächtliche Landschaft im Umkreis von vielen Kilometern und diente den ankommenden Hubschraubern als visueller Wegweiser zu Desert One.
Es gab Pläne, die Insassen des Busses als Geiseln außer Landes zu fliegen und sie nach Beendigung der Mission wieder ins Land zu bringen. In der Zwischenzeit trafen die restlichen Transportflugzeuge ein und entluden die Bodentruppen. Als die Hubschrauber der Navy landeten, fiel ein weiterer Hubschrauber aus, nachdem Warnlampen aufzeigten, dass seine Kraftübertragung nicht mehr funktionierte. Damit konnte die Befreiungsaktion für alle Geiseln nicht mehr durchgeführt werden.
Daraufhin befahl der Kommandant der Bodentruppen, Charles Beckwith, im Einvernehmen mit dem Präsidenten, widerwillig den Rückzug. Die sechs verbliebenen Helikopter mussten für den Rückflug noch aufgetankt werden. Dabei kollidierte 600 Kilometer südöstlich von Teheran über Wüstengebiet ein im Schwebeflug befindlicher Hubschrauber wegen schlechter Sicht durch die Dunkelheit und aufgewirbelten Sand (Brownout) mit einem der Hercules-Flugzeuge. Die folgende Explosion vernichtete beide Fluggeräte und tötete acht Soldaten. In dem folgenden chaotischen Rückzug wurden die fünf verbleibenden Sea-Stallion-Hubschrauber intakt zurückgelassen. In ihnen befanden sich auch Dokumente, die die Namen von CIA-Agenten in Iran enthielten.

## Folgen

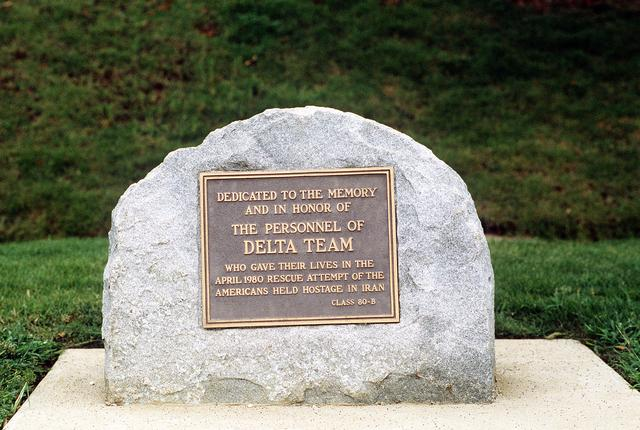
Gedenkstein auf der Gunter Air Force Base in Alabama für die umgekommenen Soldaten des gescheiterten Befreiungsversuchs

Auf der militärischen Ebene führte das Scheitern der Operation zur Schaffung des 160th SOAR (Nightstalkers), in dem u. a. Piloten dafür ausgebildet werden, schwierige Missionen zu jeder Zeit und bei jedem Wetter auszuführen. Auch die Schaffung des United States Special Operations Command war eine Folge der gescheiterten Aktion, um zukünftig ein besseres Zusammenspiel der Spezialeinheiten der Teilstreitkräfte zu gewährleisten.
Auch der Entwicklungsauftrag für den Senkrechtstarter MV-22 Osprey wurde infolge des Scheiterns der Operation Eagle Claw genehmigt, da dieser die Probleme aus Zusammenspiel von C-130-Transportflugzeugen und Sea-Stallion-Helikoptern vermied und eine wesentlich größere Reichweite als die Hubschrauber besitzt.
Die iranische Führung schlachtete die fehlgeschlagene Aktion zu ihren Gunsten aus; u. a. wurden unter Beteiligung von Sadegh Chalchali einige der Leichen der US-Soldaten vor laufenden Fernsehkameras präsentiert. Der US-amerikanische Außenminister Cyrus Vance, der gegen die Militäraktion zur Befreiung der Geiseln gewesen war, trat zurück.

## Opfer
Bei der Operation Eagle Claw starben neben dem Fahrer des Tankwagens am 25. April 1980 folgende acht Personen
- Maj. Richard L Bakke (* 13. Mai 1946; † 33) aus Long Beach, Kalifornien
- Sgt. John Davis Harvey (* 30. Mai 1958; † 21) aus Roanoke, Virginia
- Corp. George Niemeyer Holmes Jr. (* 20. Juli 1957; † 22) aus Pine Bluff, Arkansas
- SSGT. Dewey Lee Johnson (* 26. Mai 1948; † 31) aus Jacksonville, North Carolina
- Maj. Harold L. Lewis Jr. (* 26. Februar 1945; † 35) aus Mansfield, Connecticut
- TSGT. Joel C. Mayo (* 26. Oktober 1945; † 34) aus Bonifay, Florida
- MAJ. Lyn Davis McIntosh (* 11. Oktober 1946; † 33) aus Valdosta, Georgia
- CPT. Charles Thomas McMillan II (* 4. Oktober 1951; † 28) aus Corrytown, Tennessee